# Musée de la lutte macédonienne
Le Musée de la lutte macédonienne (en macédonien Музеј на Македонската Борба) est un musée situé à Skopje, la capitale de la Macédoine du Nord. Ouvert en 2011, à l'occasion des vingt ans de l'indépendance du pays, il présente au visiteur les grands moments et les figures de la prise de conscience nationale macédonienne du XVIIIe siècle à 1991.
Sa construction, commencée en 2008, fait partie de l'opération d'urbanisme Skopje 2014, qui vise à rendre plus monumental le centre-ville de Skopje, largement défiguré lors d'un tremblement de terre en 1963.

## Histoire

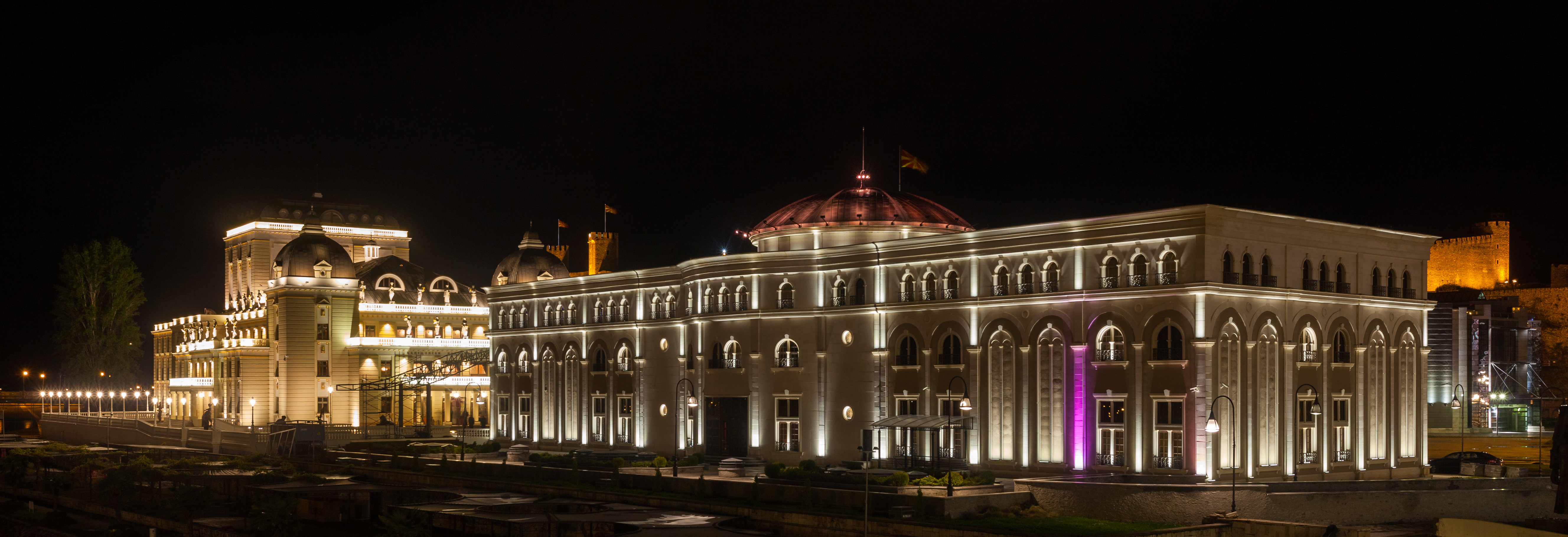
Le musée la nuit

La construction, qui s'est étalée sur cinq ans, a coûté environ quatre millions d'euros. L'aménagement intérieur a quant à lui coûté un million. Le bâtiment est construit en béton dans un style historiciste. Il a été inauguré le 8 septembre 2011 par le Président de la République, Gjorge Ivanov.
La construction du musée a été vivement critiquée, notamment par l'opposition politique. On lui reproche notamment son architecture passéiste, son coût, et surtout son approche nationaliste, qui apparaît comme un manifeste du VMRO-DPMNE, le parti conservateur au pouvoir. Certaines figures macédoniennes présentées sont enfin grandement controversées. Enfin, alors que le musée devait coûter au total six millions d'euros, la facture s'est finalement élevée à 13,5 millions d'euros,.

## Collections

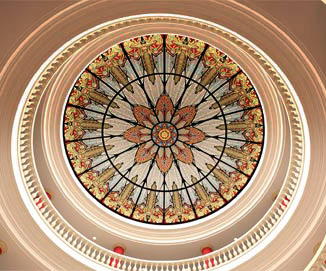
La coupole qui coiffe l'édifice vue de l'intérieur

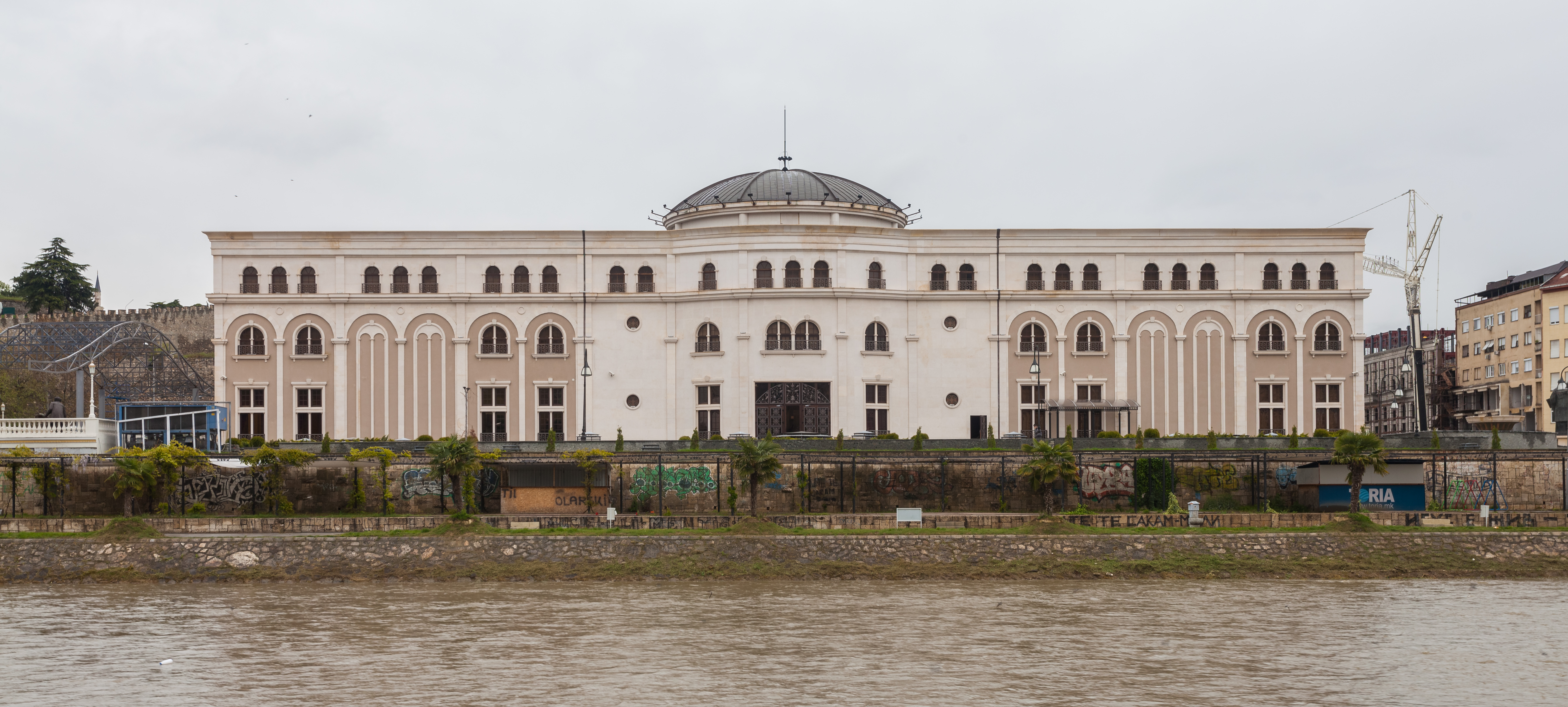
Vue à partir du centre.

Le musée comporte treize salles qui reconstituent dans l'ordre chronologique la lutte pour l'indépendance de la Macédoine. Cette présentation commence avec les haïdouks, bandits slaves qui luttent contre les Ottomans au XVIIIe siècle, et s'achève avec l'indépendance totale du pays en 1991.
Le cheminement de la lutte indépendantiste est surtout exprimé par des figures de cire (109 au total), mais aussi par des armes d'époque, des meubles, objets, documents historiques, etc.